# Rhyacophila churongpa
Rhyacophila churongpa är en nattsländeart som beskrevs av Schmid 1970. Rhyacophila churongpa ingår i släktet Rhyacophila och familjen rovnattsländor. Inga underarter finns listade i Catalogue of Life.